# Pectenocypris micromysticetus
Pectenocypris micromysticetus är en fiskart som beskrevs av Tan och Maurice Kottelat 2009. Pectenocypris micromysticetus ingår i släktet Pectenocypris och familjen karpfiskar. Inga underarter finns listade i Catalogue of Life.